# 京都府の府道一覧
京都府の府道一覧（きょうとふのふどういちらん）は、京都府を通る府道の一覧である。政令指定都市の主要地方道として指定されている京都市道もここに記述する。

## 概要
道路法（昭和27年法律第180号）に基づき、1954年（昭和29年）1月20日に建設省（当時）が告示した「道路法第五十六条の規定に基づく主要な都道府県道及び市道」によって京都府および京都市に関わる主要地方道は35路線が指定され、京都市は同年3月11日に4路線、京都府は翌年の1955年（昭和30年）10月18日に26路線をそれぞれ認定した。一般府道の認定は1959年（昭和34年）12月18日のことで、282路線を認定するとともに、旧道路法に基づいて認定されていた路線が廃止された。かつては京都府の主要地方道と一般府道、京都市の主要地方道の整理番号がいずれも1から採番され、路線番号案内標識導入時に路線番号としてそのまま採用されたため、最大で3つの同一番号路線が目に見えて府内に存在していた。
現在に通じる路線番号への再編を実施したのは1994年（平成6年）4月1日のことである。越境路線の番号を統一したほか、主要府道は従来どおり1 - 2桁、一般府道は3桁とした。一般府道の番号は、京都市と12の地方振興局にグループ分けし、京都市内完結路線は100番台に、各地方振興局は200番台以降に一部を除いて起番位置を40ずつ飛ばして採番した。このため一切使用履歴のない番号が多数存在する。また、主要地方道に指定されている京都市道は180番台を採番している。一般地方道の番号を地域別に採番している事例は他に神奈川県や山梨県、福岡県などがある。なお、他府県では整理番号と路線番号が一致しないこともあるが、京都府ではいずれも連動させている。

## 主要地方道

### 1 - 97 京都府道
- 1 小浜綾部線（1955年認定）
- 2 宮津養父線（2004年変更）
  - 1955年認定 - 1972年廃止：枚方水口線（→1970年に国道307号の一部へ昇格）
  - 1972年認定 - 1994年統一：京都守口線（→府道13号）
  - 1994年統一 - 2004年変更：宮津八鹿線（→現路線）
- 3 大津南郷宇治線（1971年変更）
  - 1955年認定 - 1971年変更：宇治瀬田線（→現路線）
- 4 笠置山添線（1994年奈良県と統一）
  - 1955年認定 - 1977年廃止：京都大原今津線（→1975年に国道367号へ昇格）
  - 1983年昇格 - 1994年統一：奈良加茂線（→府道44号）
- 5 木津信楽線（1972年認定）
  - 1955年認定 - 1972年廃止：水口木津線（→1970年に国道307号の一部へ昇格、1972年に府道5号木津信楽線へ）
- 6 枚方亀岡線（1994年大阪府と統一）
  - 1955年？[注釈 4]認定 - 1994年奈良県と統一：奈良笠置線（→府道33号）
- 7 京都宇治線（1955年認定）
- 8 福知山綾部線（1955年認定）
- 9 綾部大江宮津線（1994年変更）
  - 1955年認定 - 1983年廃止：福知山出石豊岡線（→1982年に国道426号へ昇格）
  - 1983年昇格 - 1993年廃止：福知山青垣線（→国道429号の一部）
- 10 大山崎大枝線（1972年認定）
  - 1955年認定 - 1972年廃止：福知山宮津線（→1970年に国道176号へ編入）
- 11 香美久美浜線（1994年兵庫県と統一）
  - 1955年認定 - 1994年変更：綾部大江宮津線（→府道9号）
- 12 綾部宮島線（1955年認定）
- 13 京都守口線（1994年大阪府と統一）
  - 1955年認定 - 1994年統一：枚方亀岡線（→府道6号）
- 14 大阪高槻京都線（1994年大阪府と統一）
  - 1955年認定 - 1982年昇格：池田亀岡線（→国道423号の一部）
  - 1983年認定 - 1994年変更：綾部美山線（→府道34号）
- 15 宇治淀線（1955年認定）
- 16 宮津野田川線（1983年）
  - 1955年認定 - 1983年廃止：宮津網野久美浜線（→1982年に国道178号へ編入）
- 17 網野峰山線（1955年認定）
- 18 （欠番）
  - 1955年認定 - 1994年統一：宮津八鹿線（→府道2号）
- 19 園部平屋線（1955年認定）
- 20 網野久美浜線（1983年認定）
  - 1955年認定 - 1967年廃止：園部三田線（→府道20号園部篠山線の一部）
  - 1967年認定 - 1977年廃止：園部篠山線（→1975年に国道372号の一部へ昇格、1977年に府道54号園部能勢線の一部へ）
- 21 舞鶴野原港高浜線（1994年福井県と統一）
  - 1955年？[注釈 4]認定 - 1993年廃止：八木周山線（→1993年に国道477号の一部へ昇格）
- 22 八幡木津線（1955年認定）
- 23 東舞鶴停車場線（1955年？[注釈 4]認定）
- 24 福知山停車場線（1955年認定）
- 25 亀岡園部線（1983年認定）
  - 1955年？[注釈 4]認定 - 1977年廃止：綾部停車場線
- 26 京丹波三和線（1983年認定）
- 27 池辺京田線（1983年昇格）
- 28 小倉西舞鶴線（1983年昇格）
- 29 宇多野嵐山山田線（1994年変更）
  - 1955年認定 - 1994年変更：宇多野嵐山樫原線（→現路線）
- 30 下鴨大津線（1983年滋賀県と統一）
- 31 西陣杉坂線（1983年認定）
  - 1955年認定 - 1976年降格：嵐山西院線（→一般府道2号→府道102号）[注釈 5]
- 32 下鴨京都停車場線（1967年認定）
  - 1955年認定 - 1967年廃止：京都停車場線（→府道32号下鴨京都停車場線）
- 33 奈良笠置線（1994年奈良県と統一）
  - 1955年認定 - 1994年統一：大阪高槻京都線（→府道14号）
- 34 綾部美山線（1994年変更）
  - 1955年？[注釈 4]認定 - 1994年統一：茨木亀岡線（→府道46号）
- 35 大津淀線（1955年認定）
- 36 大津宇治線（1955年？[注釈 6]認定 - 現在）
- 37 二条停車場東山三条線（1967年認定）
- 38 京都広河原美山線（1967年認定）
- 39 （欠番）
  - 1964年昇格 - 1993年廃止：大布施京北線（→1993年に国道477号の一部へ昇格）
- 40 下鴨静原大原線（1983年認定）
  - 1967年認定 - 1977年廃止：榛原笠置線（→1975年に国道369号の一部へ昇格、1977年に府道64号笠置山添線の一部へ）
- 41 （欠番）
  - 1967年認定 - 1994年統一：豊中亀岡線（→府道43号）
- 42 （欠番）
  - 1964年昇格 - 1993年廃止：川西園部線（→1993年に国道477号の一部へ昇格）
- 43 豊中亀岡線（1994年大阪府と統一）
  - 1967年認定 - 1983年廃止：綾部瑞穂線（→1975年に国道173号へ編入）[注釈 7]
  - 1976年昇格 - 1993年廃止：鞍馬小出石線（→1993年に国道477号の一部へ昇格）[注釈 8]
- 44 奈良加茂線（1994年統一）
  - 1964年昇格 - 1994年統一：丹南三和線（→府道97号）
- 45 舞鶴宮津線（1967年認定）
- 46 茨木亀岡線（1994年統一）
  - 1964年昇格 - 1993年廃止：峰山丹後線（→1993年に国道482号の一部へ昇格）
- 47 天理加茂木津線（1994年認定）
  - 1967年認定 - 1993年廃止：久美浜但東線（→1993年に国道482号の一部へ昇格）
- 48 （欠番）
  - 1967年認定 - 1994年統一：香住久美浜線（→府道11号）
- 49 久美浜湊宮浦明線（1983年認定）
  - 1972年昇格 - 1983年統一：下鴨大津線（→府道30号）
- 50 京都日吉美山線（1972認定）
- 51 舞鶴和知線（1972年認定）
- 52 奈良精華線（1994年認定）
  - 1972年昇格 - 1994年廃止：奈良乾谷線（→府道52号奈良精華線の一部）
- 53 網野岩滝線（1972年昇格）
- 54 園部能勢線（1977年認定）
- 55 舞鶴福知山線（1977年認定）
- 56 但東夜久野線（1976年昇格）
- 57 弥栄本庄線（1977年認定）
- 58 （欠番）
  - 1977年認定 - 1994年統一：舞鶴野原港高浜線（→府道21号）
- 59 市島和知線（1977年認定）
- 60 （欠番）
  - 1977年認定 - 1994年統一：上野南山城線（→府道82号）
- 61 京都京北線（1977年認定）
- 62 宇治木屋線（1977年認定）
- 63 山東大江線（1982年昇格）
- 64 （欠番）
  - 1977年認定 - 1994年統一：笠置山添線（→府道4号）
- 65 生駒井手線（1983年認定）
- 66 志高西舞鶴線（1982年昇格）
- 67 西京高槻線（1993年昇格）
- 68 南インター竹田線（1994年認定）
- 69 城陽宇治線（1993年昇格）
- 70 上狛城陽線（1993年昇格）
- 71 枚方山城線（1994年認定）
- 72 生駒精華線（1993年昇格）
- 73 宮前千歳線（1994年認定）
- 74 舞鶴綾部福知山線（1993年昇格）
- 75 浜丹後線（1993年昇格）
- 76 野田川大宮線（1993年昇格）
- 77 綾部インター線（1994年認定）
- 78 佐々江下中線（1994年昇格）
- 79 伏見柳谷高槻線（1993年昇格）
- 80 日吉京丹波線（1993年昇格）
- 81 八幡宇治線（1993年昇格）
- 82 上野南山城線（1994年三重県・奈良県と統一）
- 83 - 96（欠番）
- 97 篠山三和線（1999年変更）
  - 1994年統一 - 1999年変更：丹南篠山線（→現路線）

### 181 - 188 京都市道
- 181 京都環状線
- 182 蹴上高野線
- 183 衣笠宇多野線
- 184 宇多野吉祥院線
- 185 勧修寺日ノ岡線
- 186 嵐山祇園線
- 187 鹿ヶ谷嵐山線
- 188 観月橋横大路線
- 大原花背線 事業休止中

## 一般府道

### 101 - 143 京都市内（109と122は兵庫県越境路線）
- 101 銀閣寺宇多野線
- 102 嵐山西院線
- 103 上賀茂山端線
- 104 高野修学院山端線
- 105 岩倉山端線
- 106 神山岩倉停車場線
- 107 雲ヶ畑下杉坂線
- 108 草生上野線
- 109 福知山山南線
- 110 久多広河原線
- 111 二条停車場円町線
- 112 二条停車場嵐山線
- 113 梅津東山七条線
- 114 七条大宮四ツ塚線
- 115 伏見港京都停車場線
- 116 渋谷山科停車場線
- 117 小野山科停車場線
- 118 勧修寺今熊野線
- 119 稲荷停車場線
- 120 伏見停車場線
- 121 丹波橋停車場線
- 122 久美浜気比線
- 123 水垂上桂線
- 124 三栖向納所線
- 125 淀停車場線
- 126 新町淀停車場線
- 127 日野薬師線
- 128 六地蔵停車場線
- 129 花園停車場大将軍線
- 130 花園停車場御室線
- 131 花園停車場広隆寺線
- 132 太秦上桂線
- 133 嵯峨野西梅津線
- 134 嵐山停車場線
- 135 嵯峨嵐山停車場線
- 136 大覚寺平岡線
- 137 清滝鳥居本線
- 138 神護寺線
- 139 桂停車場線
- 140 灰方中山線
- 141 小塩山大原野線
- 142 沓掛西大路五条線
- 143 四ノ宮四ツ塚線

### 201 - 213 乙訓（旧向日町地方振興局）
- 201 中山稲荷線
- 202 伏見向日線
- 203 志水西向日停車場線
- 204 奥海印寺納所線
- 205 中山向日線
- 206 向日町停車場線
- 207 上久世石見上里線
- 208 向日善峰線
- 209 長法寺向日線
- 210 開田長岡京停車場線
- 211 下植野長岡京線
- 212 下植野大山崎線
- 213 長岡京停車場線

### 241 - 256 山城北（旧宇治地方振興局）
- 241 向島宇治線
- 242 二尾木幡線
- 243 木幡停車場線
- 244 万福寺線
- 245 黄檗停車場線
- 246 宇治停車場線
- 247 宇治公園線
- 248 平等院線
- 249 宇治小倉停車場線
- 250 （欠番）：元 新田停車場線（2020年3月31日廃止）[6]
- 251 富野荘八幡線
- 252 寺田水主線
- 253 富野荘停車場線
- 254 長池停車場線
- 255 山城青谷停車場線
- 256 山城総合運動公園城陽線

### 281 - 284 山城北（旧田辺地方振興局）
- 281 八幡城陽線
- 282 内里城陽線
- 283 奥山田射場線
- 284 八幡京田辺インター線（2017年3月28日 八幡インター線から改称[7]）

### 321 - 328 山城南（旧木津地方振興局）
- 321 和束井手線
- 322 上狛停車場線
- 323 （欠番）：元 木津停車場線（2020年3月31日廃止）[6]
- 324 （欠番）：元木津加茂線（2025年3月28日廃止）[8]
- 325 笠置公園線
- 326 けいはんな記念公園木津線
- 327 相楽台相楽線
- 328 相楽台桜が丘線

### 361 - 370 京都市内・南丹（旧京北地方振興局）
- 361 上黒田貴船線
- 362 愛宕弓槻線
- 363 宮ノ辻神吉線
- 364 中地日吉線
- 365 中地熊田線
- 366 塔下弓削線
- 367 常照寺上台線
- 368 和泉宮脇線
- 369 八原田上弓削線
- 370 佐々里井戸線

### 401 - 409 南丹（旧亀岡地方振興局）
- 401 嵯峨亀岡線
- 402 王子並河線
- 403 亀岡停車場線
- 404 亀岡停車場追分線
- 405 郷ノ口余部線
- 406 西条風ノ口線
- 407 東掛小林線
- 408 郷ノ口室河原線
- 409 千代川停車場線

### 441 - 455 南丹（旧園部地方振興局）
- 441 八木停車場線
- 442 園部停車場線
- 443 佐々江京北線
- 444 桧山須知線
- 445 富田胡麻停車場線
- 446 豊田富田線
- 447 上野水原線
- 448 和知停車場線
- 449 （欠番）：元 本庄和知停車場線
- 450 広野綾部線
- 451 吉富八木線
- 452 長谷八木線
- 453 大河内口八田線
- 454 竹井室河原線
- 455 八木東インター線

### 481 - 494 中丹東（旧綾部地方振興局）
- 481 上杉和知線
- 482 山家停車場線
- 483 安場田野線
- 484 淵垣上八田線
- 485 物部梅迫停車場線
- 486 篠田七百石線
- 487 老富舞鶴線
- 488 小貝豊里線
- 489 小西西坂線
- 490 物部西舞鶴線
- 491 金河内地頭線
- 492 私市大江線
- 493 西坂蓼原線
- 494 綾部大江線

### 521 - 533 中丹西（旧福知山地方振興局）
- 521 上川合猪鼻線
- 522 三俣綾部線
- 523 福知山停車場篠尾線
- 524 石原停車場戸田線
- 525 石原多保市線
- 526 談夜久野線
- 527 筈巻牧線
- 528 下野条上川口停車場線
- 529 大呂下天津線
- 530 桑村雲原線
- 531 上夜久野停車場線
- 532 二俣三河線
- 533 内宮地頭線

### 561 - 571 中丹東（旧舞鶴地方振興局）
- 561 田井中田線
- 562 金剛院線
- 563 松尾寺停車場線
- 564 松尾吉坂線
- 565 余部下舞鶴港線
- 566 西舞鶴停車場線
- 567 地頭四所停車場線
- 568 念仏峠線
- 569 東雲停車場線
- 570 西方寺岡田由里線
- 571 西神崎上東線

### 601 - 626 丹後（旧宮津地方振興局）
- 601 由良金ヶ岬上福井線
- 602 丹後由良停車場線
- 603 新宮中村線
- 604 栗田停車場線
- 605 栗田半島線
- 606 宮津停車場線
- 607 天の橋立線
- 608 温江加悦線
- 609（欠番）：元 加悦停車場線
- 610（欠番）：元 温江明石線
- 611（欠番）：元 須津加悦線
- 612（欠番）：元 亀山四辻停車場線
- 613 下地与謝野停車場線
- 614 岩滝口停車場線
- 615 弓ノ木岩滝線
- 616 笠松公園線
- 617 上延利線
- 618 上世屋内山線
- 619 中波見里波見線
- 620 奥波見岩ヶ鼻線
- 621 下世屋本庄線
- 622 伊根港線
- 623 本庄浜本庄宇治線
- 624 本庄港線
- 625 岩ヶ鼻須川線
- 626 野田川加悦線

### 651 - 673 丹後（旧峰山地方振興局）
- 651 大宮岩滝線
- 652 久僧伊根線
- 653 碇網野線
- 654 井辺平線
- 655 味土野大宮線
- 656 間人大宮線
- 657 明田京丹後大宮停車場線
- 658 久住河辺線
- 659 二箇河辺線
- 660 （欠番）：元 峰山停車場荒山線（→京丹後市道）
- 661 （欠番）：元 峰山停車場線（→京丹後市道）
- 662 溝谷内記線
- 663 掛津峰山線
- 664 橋木鳥取線
- 665 木津網野線（2023年（令和5年）4月1日、京都府告示第196号により路線名が浜詰網野線から変更[9]）
- 666 岡田浦明線
- 667 夕日ヶ浦木津温泉停車場線
- 668 野中小天橋停車場線
- 669 芦原甲山線
- 670 久美浜停車場線
- 671 尉ヶ畑布袋野線
- 672 間人港線
- 673 浅茂川下岡線

### 701 - 711（兵庫県越境路線）
- 701 加悦但東線
- 702 篠山京丹波線
- 703 永留豊岡線
- 704 鱒留但東線
- 705 中藤加悦線
- 706 町分久美浜線
- 707 小坂青垣線
- 708 岩崎市島線
- 709 中山綾部線
- 710 本郷辻線
- 711 遠方瑞穂線

### 731 - 736（大阪府越境路線）
- 731 天王亀岡線
- 732 亀岡能勢線
- 733 柚原向日線
- 734 柳谷島本線
- 735 長尾八幡線
- 736 交野久御山線

### 751 - 754（奈良県越境路線）
- 751 木津平城線
- 752 高田東鳴川線
- 753 月ヶ瀬今山線
- 754 木津横田線

### 771 - 772（福井県越境路線）
- 771 名田庄綾部線
- 772 高浜舞鶴線

### 781 - 783（滋賀県越境路線）
- 781 麻生古屋梅ノ木線
- 782 醍醐大津線
- 783 宇治田原大石東線

### 801 - 803（自転車道）
- 801 京都八幡木津自転車道線
- 802 田井大垣自転車道線
- 803 加悦岩滝自転車道線